# Jung Sung-il
Dans ce nom coréen, le nom de famille, Jung, précède le nom personnel.
Pour les articles homonymes, voir Jung.
Jung Sung-il (hangeul : 정성일 ; RR : Jeong Seong-il ; MR : Chŏng Sŏng-il) est un acteur sud-coréen, né le 3 février 1980 à Daegu (Yeongnam).
Il s’est fait connaître grâce à son rôle de Ha Do-yeong dans The Glory (2022-2023), série originale de Netflix.

## Biographie
Jung Sung-il naît le 3 février 1980 à Daegu, dans la région de Yeongnam (en).
En juillet 2022, il est confirmé pour un rôle dans la série télévisée The Glory, aux côtés de Song Hye-kyo, Lee Do-hyun, Lim Ji-yeon, Yeom Hye-ran et Park Sung-hoon.
Il est marié depuis 2016; et a un fils depuis 2017.

## Filmographie partielle

### Cinéma
Longs métrages
- 2008 : King Protector (쌍화점) de Yoo Ha : le garde royal
- 2013 : Rough Play (배우는 배우다) de Shin Yeon-shick : l'homme de main de Gang-dagu
- 2014 : The Con Artists (기술자들) de Kim Hon-sun
- 2016 : Unconfessial (고백할 수 없는) de[Qui ?] : Se-yeong
- 2017 : The Chase (반드시 잡는다) de Kim Hong-seon : Park Pyeong-dal, jeune
- 2022 : Project Wolf Hunting (늑대사냥) de Kim Hong-seon : l'inspecteur Jeong Pil-seong

Prochainement
- 2024 : Soulèvement (전,란) de Kim Sang-man : Kenshin

### Télévision
Séries télévisées
- 2020 : Stranger (비밀의 숲) : Park Sang-moo (saison 2)
- 2021–2022 : Bad and Crazy (배드 앤 크레이지) : Shin Ju-hyeok / Jeong Yun-ho
- 2022–2023 : The Glory (더 글로리) : Ha Do-yeong

## Théâtre
- 2000 : A Praise of Youth
- 2007 : Fool of The River
- 2008 : Happy Tears
- 2010 : Liar Part 1 : John Smith
- 2011 : Not in Nanjoong Diary : Sasuke
- 2011 : Fantasy Couple : Billy Park
- 2013 : Dramatic Night : Han Jeong-hoon
- 2015 : I would like to see : Dok-hee
- 2015 : Sheer Madness : Oh Joon-soo
- 2016 : Brother's Night
- 2017 : Jamaica Health Club : Hwanggangbong
- 2018-2019 : Get off Work at 6 : Noh Joo-yeon
- 2019 : Unchain : Mark
- 2019 : Everybody Wants Him Dead : le producteur
- 2019 : Turn Back and Leave : Sang-sang
- 2020 : Unchain : Mark
- 2020–2022 : Mio Fratello : Sunny Boy
- 2023 : Beautiful Sunday : Oh Jung-jin